# Acris gryllus
Acris gryllus är en groda från USA som tillhör släktet Acris och familjen lövgrodor.

## Utseende
En liten, slank groda som är lik sin nära släkting Acris crepitans. Den har svart, grå, klargrön eller brunaktig ovansida med en strimma i klar, kontrasterande färg från nosspets till svansben, en mörk, triangelformad markering på huvudet och en mörk tvärstrimma på låren. Den skiljer sig från A. crepitans genom att den är slankare, har längre ben och spetsigare nos. Bakfötterna har kraftig simhud, men inte så mycket som hos A. crepitans, och huden är vårtig. Hanen, som vanligtvis är mindre än honan, har mörk strupe och en oparig kindpåse. Längden uppgår till 15 – 29 mm hos hanen, 16 – 33 mm hos honan. 

## Utbredning
Acris gryllus finns i östra och sydöstra USA från sydöstra Virginia till södra Florida, med västgräns i sydöstra Tennessee och sydöstra Louisiana.

## Vanor
Arten lever på öppna, oskuggade gräsbevuxna ytor och stränder intill våtmarker som träsk, mossar, sjöar, dammar, diken, bäckar och mera temporära vattensamlingar. Trots att den hör till lövgrodorna är den ingen skicklig klättrare; den hoppar emellertid mycket bra. Troligtvis går individerna i de nordligare delarna av utbredningsområdet i dvala under vintern.

### Föda och predation
Arten livnär sig på ett stort antal leddjur, som hoppstjärtar, spindlar, steklar, tvåvingar, skinnbaggar och skalbaggar. Födan kan tas på långt avstånd från de våtmarker i vars närhet arten normalt lever. Själv utgör grodan föda åt andra, större grodarter, ormar, däribland strumpebandssnok och vattensnokar (släktet Nerodia), fiskar och fåglar.  Speciellt drabbade är ungarna, där en stor del dödas innan de blir vuxna.

### Fortplantning
Parning och larvutveckling sker i en mångfald olika sötvattenssamlingar, både permanenta och tillfälliga. Leken börjar i maj, och kan hålla på fram till hösten. Honan kan lägga upp till 250 ägg i mindre klumpar om 7 till 10. De kan kläckas efter så kort tid som 4 dagar, och ynglen förvandlas efter 50 till 90 dagar. De blir könsmogna efter omkring 3 månader.

## Status
Acris crepitans är klassificerad som livskraftig ("LC") av IUCN, och populationen är stabil. God tillgång på våtmarker är emellertid en nödvändig faktor för dess överlevnad, och introduktionen av rovfisk i deras habitat är en potentiell risk.